# Palloptera bimaculata
Palloptera bimaculata är en tvåvingeart som beskrevs av Gabriel Strobl 1910. Palloptera bimaculata ingår i släktet Palloptera och familjen prickflugor.
Artens utbredningsområde är Österrike. Enligt den svenska rödlistan är arten sårbar i Sverige. Arten förekommer i Götaland. Artens livsmiljö är jordbrukslandskap, stadsmiljö, skogslandskap. Inga underarter finns listade i Catalogue of Life.